# Парчис (игра)
Парчи́с (исп. parchís), лудо (лат. ludo «<я> играю») — настольная стратегическая игра родом из Испании с элементом случайности для 2−4 игроков (существуют адаптации для 6 и 8 игроков). Свои истоки парчис берёт из более старинной индийской игры пачиси. В пачиси вместо игральной кости использовались раковины каури, которые при выбросе дают максимально 25 очков, что и объясняет этимологию названия игры: «пачис» на хинди означает «двадцать пять». Вариант игры, реализованный в Англии в 1896 году, назывался лудо.

## Инвентарь игры
Игровой комплект парчиса состоит из игровой доски, одной игральной кости и 4 фишек на каждого игрока. Доски могут быть трёх типов: на 4, 6 и 8 игроков. Для ортодоксальных игроков парчиса важным атрибутом является наличие индивидуального стаканчика для бросания кости.

## Описание правил игры
Для каждого игрока на игровом поле парчиса имеется место старта, или база (в углу поля); выход из базы (цветная ячейка); место финиша, или дом (в центре поля) и дорожка к дому, или цветная дорожка. Как и во всех родственных играх, цель парчиса - привести свои фишки в дом первым. Фишки двигаются против часовой стрелки с выхода из базы по общей дорожке к входу на свою цветную дорожку и затем, проходя по цветной дорожке, попадают в дом. Выход из базы является частью общей дорожки. Есть несколько безопасных ячеек на общей дорожке, выделенных тоном.
Начальное расположение: три фишки на базе и одна фишка на выходе из базы для всех игроков. Игроки ходят по очереди, ход определяется броском кубика и положением на доске:
- На одной ячейке дорожки может находиться максимум две фишки.
- Блок образуют две фишки одного цвета на любой ячейке общей дорожки или две фишки разного цвета на безопасной ячейке или на выходе из базы: блок невозможно «перепрыгнуть».
- Если фишка в конце хода оказывается на ячейке с фишкой противника, она срубает её.
- Срубившая фишку противника фишка может быть продвинута на 20 ячеек вперёд; срубленная фишка соперника возвращается на базу.
- Если фишка находится на безопасной ячейке или на выходе из базы, то её невозможно срубить: фишки образуют блок.
- Выброс 5: игрок может передвинуть на выход с базы, если он свободен, фишку, находящуюся на базе.
- Выброс 6: обязательный дополнительный ход; если на своей базе не осталось больше фишек, то любая выбранная фишка передвигается на 7 ячеек вперёд; если фишки игрока образуют блок, то обязательно передвигается одна из фишек блока.
- Три 6 подряд: если последняя передвинутая фишка находится на общей дорожке, то она возвращается на базу и ход переходит следующему игроку; если последняя передвинутая фишка прошла общую дорожку и находится на цветной дорожке, то она возвращается в начало цветной дорожки и ход переходит следующему игроку.
- Если одна из фишек достигла дома, то другая фишка может быть продвинута на 10 ячеек вперёд.
- В дом можно попасть только при точном выбросе очков (включая бонусные 20 и 10 очков).

Игрок не двигает фишки и заканчивает свой ход в случае отсутствия вариантов передвижения фишек согласно изложенным правилам.

## Дополнительные факты
- Игра, родственная парчису — патолли, — была распространена в доколумбовой Америке[1], что может свидетельствовать в пользу факта наличия связей между Старым и Новым Светом.
- В клипе песни The Name of the Game квартета ABBA в лудо играют участники группы Агнета Фельтског, Бьорн Ульвеус, Бенни Андерссон и Анни-Фрид Лингстад.

## Вариации игры в мире
Разные вариации игры существуют также и в других странах (Индии, Колумбии, Германии, США, Англии). Увлекательность и динамичность игры во многом зависит от принятых правил (наличие блоков, безопасных ячеек, возможность быстрого продвижения и т. д.).
В Эстонии в составе СССР выпускался вариант игры под названием: «Спеши, спеши» (эст. Tõtta, tõtta). В Германии этот же вариант носит название: «Поспешишь — людей насмешишь» (нем. Eile mit Weile). В России эта игра существует под разными названиями.
В испанской википедии достаточно подробно описываются самые распространённые варианты игры (пачиси, парчиси, лудо, чаупар и другие).

## Галерея

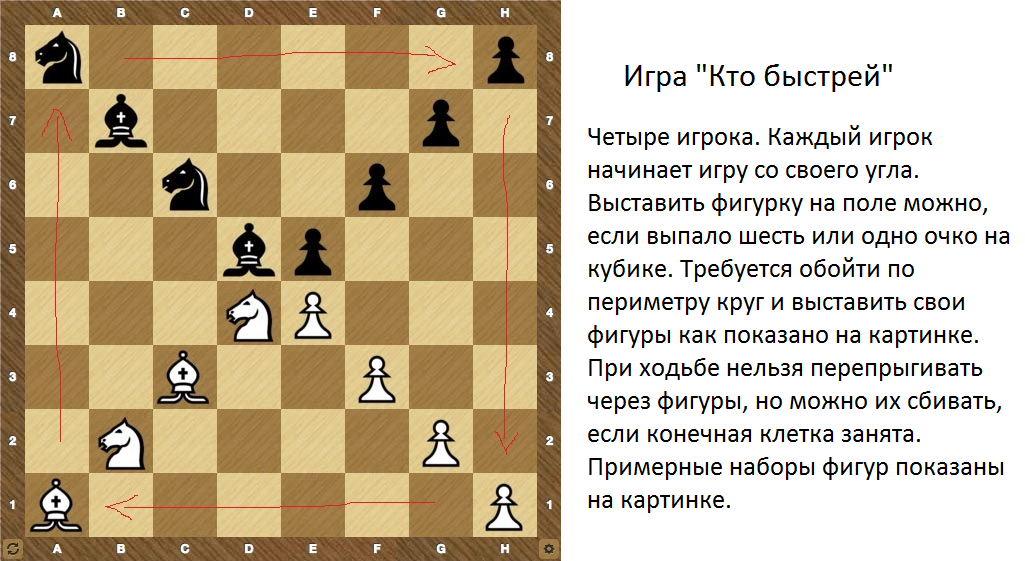
Инструкция, как играть в парчис на шахматной доске
Игровое поле для игры «Домики»
Игровое поле для игры «Спеши, спеши». Вариант для 4 игроков
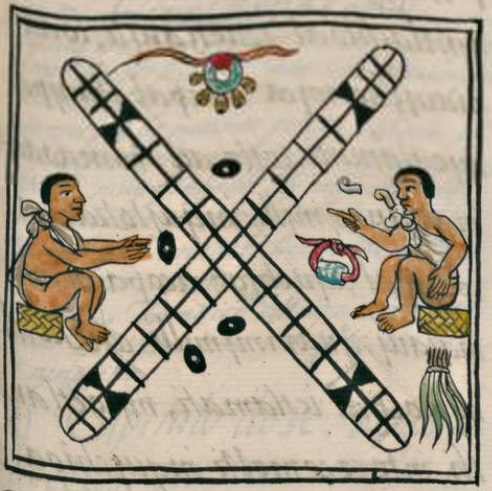
Игровое поле месоамериканского родственника парчиса — патолли
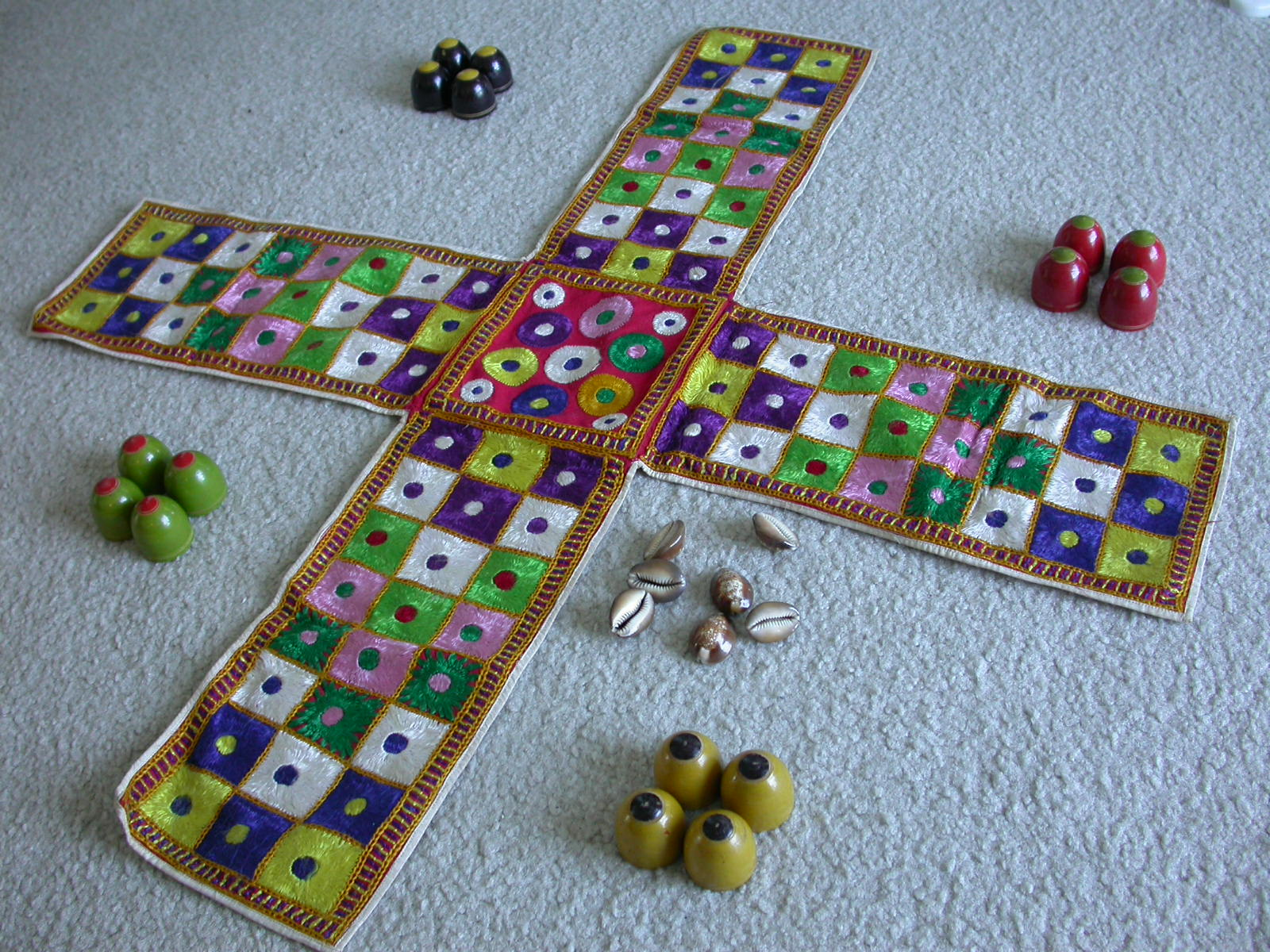
Игра чопат